# Monte Carlo Masters 2023
Il Monte Carlo Masters 2023, conosciuto anche come Rolex Monte Carlo Masters 2023 per motivi di sponsorizzazione, è stato un torneo di tennis maschile giocato sulla terra rossa. È stata la 115ª edizione del torneo facente parte dell'ATP Tour Masters 1000 nell'ambito dell'ATP Tour 2023. Il torneo si è giocato al Monte Carlo Country Club di Roccabruna (in Francia), vicino a Monte Carlo, dal 9 al 16 aprile 2023.

## Partecipanti al singolare

### Teste di serie
| Nazionalità | Giocatore          | Ranking | Testa di serie* |
| ----------- | ------------------ | ------- | --------------- |
| Serbia      | Novak Đoković      | 1       | 1               |
| Grecia      | Stefanos Tsitsipas | 3       | 2               |
|             | Daniil Medvedev    | 4       | 3               |
| Norvegia    | Casper Ruud        | 5       | 4               |
|             | Andrej Rublëv      | 6       | 5               |
| Danimarca   | Holger Rune        | 8       | 6               |
| Italia      | Jannik Sinner      | 9       | 7               |
| Stati Uniti | Taylor Fritz       | 10      | 8               |
|             | Karen Chačanov     | 11      | 9               |
| Polonia     | Hubert Hurkacz     | 12      | 10              |
| Regno Unito | Cameron Norrie     | 13      | 11              |
| Stati Uniti | Frances Tiafoe     | 15      | 12              |
| Germania    | Alexander Zverev   | 16      | 13              |
| Australia   | Alex de Minaur     | 19      | 14              |
| Croazia     | Borna Ćorić        | 20      | 15              |
| Italia      | Lorenzo Musetti    | 21      | 16              |

* Ranking al 3 aprile 2023.

#### Altri partecipanti
I seguenti giocatori hanno ricevuto una wildcard per il tabellone principale:
- Lorenzo Sonego
- Dominic Thiem
- Valentin Vacherot
- Stan Wawrinka

I seguenti giocatori sono entrati nel tabellone principale passando dalle qualificazioni:

- Jan-Lennard Struff
- Ivan Gachov
- Alexei Popyrin
- Luca Nardi
- Ugo Humbert
- Márton Fucsovics
- Il'ja Ivaška

I seguenti giocatori sono entrati in tabellone come lucky loser:
- Dušan Lajović
- Filip Krajinović
- Emil Ruusuvuori

#### Ritiri
Prima del torneo
- Carlos Alcaraz → sostituito da  Nicolás Jarry
- Félix Auger-Aliassime → sostituito da  Mackenzie McDonald
- Pablo Carreño Busta → sostituito da  Laslo Đere
- Sebastian Korda → sostituito da  Filip Krajinović
- Gaël Monfils → sostituito da  Jack Draper
- Rafael Nadal → sostituito da  Marc-Andrea Hüsler
- Brandon Nakashima → sostituito da  Dušan Lajović
- Yoshihito Nishioka → sostituito da  Albert Ramos Viñolas
- Tommy Paul → sostituito da  Jaume Munar
- Denis Shapovalov → sostituito da  Andy Murray
- Frances Tiafoe → sostituito da  Emil Ruusuvuori

## Partecipanti al doppio

### Teste di serie
| Nazione     | Giocatore         | Nazione     | Giocatore         | Ranking* | Testa di serie |
| ----------- | ----------------- | ----------- | ----------------- | -------- | -------------- |
| Paesi Bassi | Wesley Koolhof    | Regno Unito | Neal Skupski      | 2        | 1              |
| Stati Uniti | Rajeev Ram        | Regno Unito | Joe Salisbury     | 7        | 2              |
| El Salvador | Marcelo Arévalo   | Paesi Bassi | Jean-Julien Rojer | 12       | 3              |
| Croazia     | Nikola Mektić     | Croazia     | Mate Pavić        | 13       | 4              |
| Croazia     | Ivan Dodig        | Stati Uniti | Austin Krajicek   | 19       | 5              |
| Regno Unito | Lloyd Glasspool   | Finlandia   | Harri Heliövaara  | 23       | 6              |
| India       | Rohan Bopanna     | Australia   | Matthew Ebden     | 35       | 7              |
| Spagna      | Marcel Granollers | Argentina   | Horacio Zeballos  | 38       | 8              |

* Ranking al 3 aprile 2023.

### Altri partecipanti
Le seguenti coppie di giocatori hanno ricevuto una wildcard per il tabellone principale:
- Romain Arneodo /  Tristan-Samuel Weissborn
- Nicolas Mahut /  Stan Wawrinka
- Petros Tsitsipas /  Stefanos Tsitsipas

La seguente coppia di giocatori è entrata in tabellone come alternate:
- Santiago González /  Édouard Roger-Vasselin

### Ritiri
Prima del torneo
- Simone Bolelli /  Fabio Fognini → sostituiti da  Simone Bolelli /  Lorenzo Musetti
- John Peers /  Frances Tiafoe → sostituiti da  Santiago González /  Édouard Roger-Vasselin

## Punti e montepremi
Poiché il Masters di Monte Carlo è un Masters 1000 non obbligatorio ha una speciale regola per il punteggio: pur essendo conteggiato come un torneo 500 i punti sono quelli di un Masters 1000. Il montepremi complessivo è di 5779335 €.
| Torneo    | Torneo              | V       | F       | SF      | QF      | 3T     | 2T     | 1T     | Q  | Q2     | Q1    |
| Singolare | Punti               | 1000    | 600     | 360     | 180     | 90     | 45     | 10     | 25 | 16     | 0     |
| Singolare | Premi in denaro (€) | 892,590 | 487,420 | 266,530 | 145,380 | 77,760 | 41,700 | 23,100 | –  | 11,830 | 6,200 |
| Doppio    | Punti               | 1000    | 600     | 360     | 180     | 90     | 0      | –      | –  | –      | –     |
| Doppio    | Premi in denaro (€) | 282,870 | 152,140 | 81,140  | 41,140  | 21,980 | 11,830 | –      | –  | –      | –     |

## Campioni

### Singolare
Andrej Rublëv ha sconfitto in finale  Holger Rune con il punteggio di 5–7, 6–2, 7–5.
• È il tredicesimo titolo in carriera per Rublëv, il primo in stagione nonché il primo Master 1000.

### Doppio
Ivan Dodig /  Austin Krajicek hanno sconfitto in finale  Romain Arneodo /  Tristan-Samuel Weissborn con il punteggio di 6–0, 4–6, [14–12].